# Bagur
Bagur (en catalán y oficialmente Begur) es un municipio español de la provincia de Gerona, situado en la comarca catalana del Bajo Ampurdán.
Escrito tradicionalmente como Bagur por la variación en la transcripción de la vocal neutra, está documentado en la Edad Media como Begurio, probablemente nombre latinizado de un céltico Becuro.
Bagur cuenta con una población de 4245 habitantes (INE 2024) y es un centro turístico importante del Bajo Ampurdán. En verano la población supera los 40 000 habitantes.
Actual destino turístico, mantiene un importante pasado histórico que se remonta a la prehistoria, pasando también por época ibérica. En todo el término municipal se han encontrado importantes restos que confirman la antigüedad de su núcleo como asentamiento humano, importante durante la época feudal. El Castillo de Bagur es el símbolo más emblemático de esta época.
Uno de los atractivos más interesantes del municipio es su legado patrimonial, dentro del cual se encuentran cinco torres de defensa que se levantaron contra la piratería mora. Construidas entre los siglos XVI y XVII, constituyen un elemento muy característico del actual paisaje urbano de Bagur. Este ha estado también significativamente marcado por las construcciones que realizaron en su momento los indianos: bagurenses que cruzaron el Atlántico para ir a hacer fortuna al continente americano, sobre todo a Cuba.
El municipio está articulado alrededor del núcleo de Bagur, centro administrativo del término, que también incluye los núcleos de Esclanyà —con un núcleo antiguo románico—, Aiguafreda, Sa Riera, Sa Tuna, Aiguablava y Fornells. Dentro de su término se encuentran algunas de las playas más prestigiosas de la Costa Brava —Sa Riera, Aiguafreda, Sa Tuna, Playa Fonda, Fornells y Aiguablava, célebre por el parador nacional de turismo que se edificó sobre su acantilado en 1966.

## Núcleos de población
Bagur está formado por el núcleo del mismo nombre, que es la capital municipal, y también por numerosas urbanizaciones, tanto de litoral como de interior.
| Núcleo de población              | Población        |
| -------------------------------- | ---------------- |
| Bagur (Begur)                    | 3957 hab. (2016) |
| Esclañá (Esclanyà)               | 79 hab. (2014)   |
| Playa de Aiguablava (Aiguablava) | s/n              |
| Playa de Aiguafreda (Aiguafreda) | s/n              |
| Playa de Fornells (Fornells)     | s/n              |
| Playa de la Riera (sa Riera)     | 128 hab. (2009)  |
| Playa de la Tuna (sa Tuna)       | s/n              |

| Urbanización            | Población |
| ----------------------- | --------- |
| Residencial Bagur       | s/n       |
| S'Antiga                | s/n       |
| Sa Fontansa             | s/n       |
| Aigua Xelida            | s/n       |
| Mas Mato                | s/n       |
| Ses Costes              | s/n       |
| Can Ferran              | s/n       |
| Sector Sud d'Aiguablava | s/n       |
| Port Des Pi             | s/n       |
| Cala del Rei            | s/n       |
| Sa Nau Perduda          | s/n       |
| La Borna                | s/n       |
| Cap Sa Sal              | s/n       |
|                         |           |

## Demografía
Bagur cuenta con una población de 4245 habitantes (INE 2024).
| Gráfica de evolución demográfica de Bagur entre 1842 y 2021                                                         |
| |
| Población de derecho según los censos de población del INE Población de hecho según los censos de población del INE |